# Raoul Abdul
Raoul Abdul Rahim (* 7. November 1929 in Cleveland, Ohio, Vereinigte Staaten; † 15. Januar 2010 in Manhattan, New York, Vereinigte Staaten) war ein US-amerikanischer Opernsänger in der Stimmlage Bariton, Gesangslehrer, Musikkritiker und Autor.

## Leben
Raoul Abduls Vater Hamid Abdul kam aus Kalkutta in Indien. Seine Mutter Beatrice Shreve kam aus Cleveland. Er war ihr einziges Kind und wurde früh Waise. Raoul wuchs bei seiner Tante Ada Shreve auf. Artis Lane (* 1927), ein renommierter Bildhauer, und Buster Harding waren seine Cousins. Schon im Alter von sechs Jahren wirkte Raoul Abdul bei Aufführungen in einem Kindertheater mit. Er besuchte die John Hay High School. Nach dem Schulabschluss begann er für die Cleveland Call & Post als Journalist zu arbeiten. Im Alter von 22 Jahren ging er 1951 nach New York. Ermöglicht wurde dies durch die Unterstützung des in Cleveland ansässigen Unternehmers und Kunstmäzens Leonard Hanna (1889–1957). In New York begann er Musik und Gesang zu studieren. Unter seinen Lehrern waren William Warfield und Marian Anderson. In dieser Zeit begründete er Coffehouse Concerts (deutsch Kaffeehauskonzerte) in Harlem.  Von 1959 bis 1962 studiert er bei Alexander Kipnis. 1962 erhielt er ein Diplom an der Wiener Musikakademie. Er war als Sänger an mehreren Aufführungen beteiligt, unter anderem in der Carnegie Hall. 1954 veranstaltete er in der Countee Cullen Library ein Programm zur Geschichte des Schwarzen Theaters, die den Schriftsteller Langston Hughes sehr beeindruckte. Dieser machte Abdul 1961 zu seinem Assistenten und Sekretär. Raoul wurde ein enger Freund des Schriftstellers und blieb sein Assistent bis zu dessen Tod im Jahr 1967. Er studierte an der Harvard University 1966, der New School for Social Research, dem Cleveland Institute of Music, dem New York College of Music und dem Mannes College of Music.
Raoul Abdul gab in seiner New Yorker Wohnung in Chelsea privaten Gesangsunterricht auf Basis seiner in Wien erlernten Gesangstechnik. Eudora Francine Price war seine Schülerin. Er war als Spezialist für das Deutsche Kunstlied bekannt und schrieb über dreißig Jahre lang Musikkritiken für die New York Amsterdam News. Seine Kolumne hieß Reading the scores [Die Partituren lesen]. In der Associated Negro Press schrieb er The Cultural Scene und er war Kulturredakteur der Zeitschrift The New York Age. Er starb am 15. Januar 2010 in Manhattan kurz nach einer Bypassoperation.

## Werke (Auswahl)
- Alan Lomax, Raoul Abdul: 3000 Years of Black Poetry [3000 Jahre schwarzer Dichtung], Dodd, Mead and Company, New York, 1970[10]
- The Magic of Black Poetry  [Der Zauber schwarzer Dichtung], Dodd, Mead and Company, New York, 1972[11]
- Famous Black Entertainers of Today [Bekannte schwarze Unterhaltungskünstler], Dodd, Mead and Company, New York, 1974[12]
- Blacks in Classical Music [Schwarze in der klassischen Musik], Dodd, Mead and Company, New York, 1977[13]